# Братина

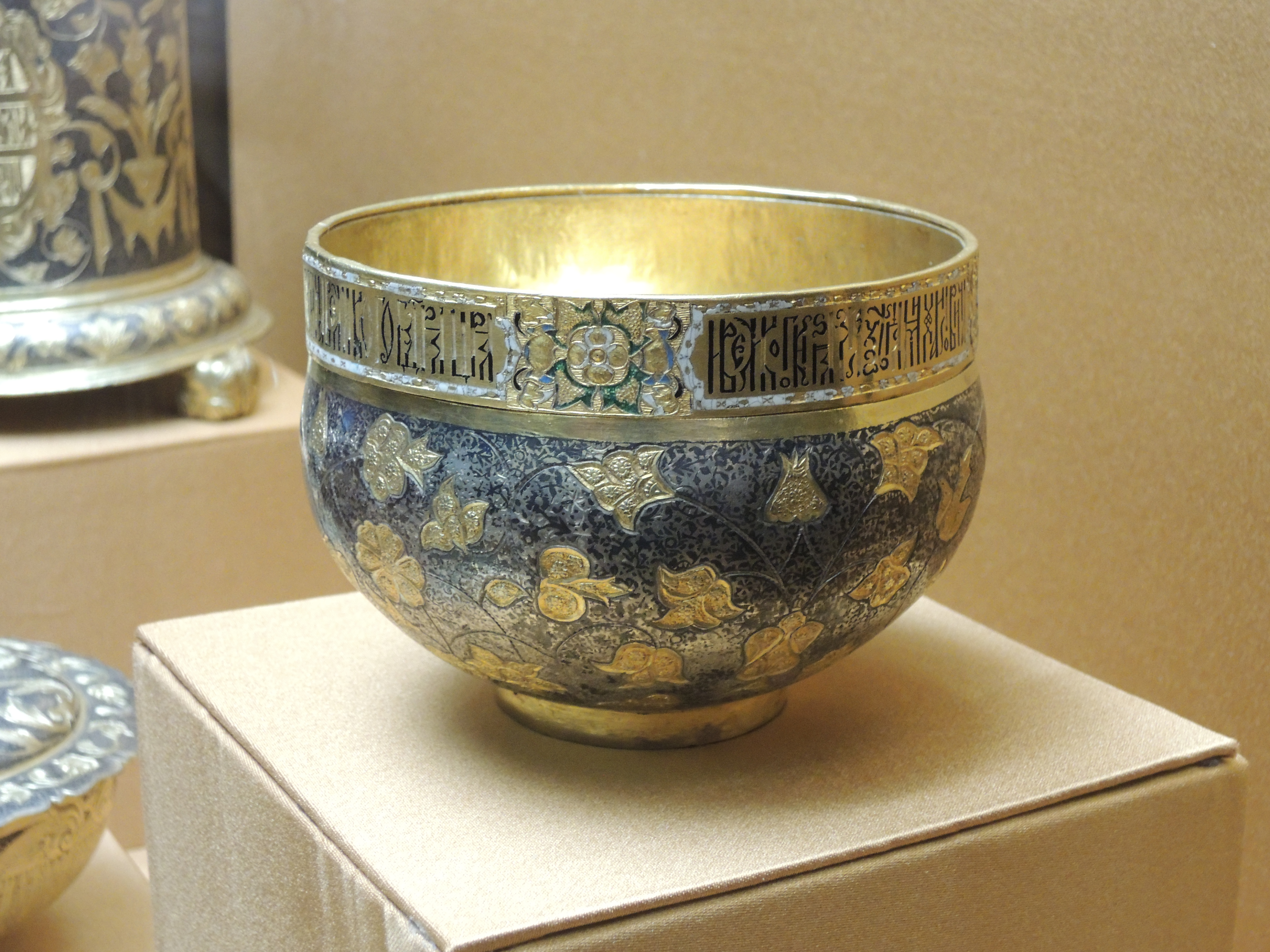
Братина царя Алексея Михайловича. Москва, мастерские Кремля, третья четверть XVII века

Бра́тина — славянский шаровидный сосуд для подачи на стол и питья алкогольных напитков (пива, мёда, вина). Использовали в XVI—XIX веках на братчинных пирах и поминках (для питья на всю братию).

## Описание
Братина имела вид горшка с конусообразной крышкой, подавали как правило на подносах (поддонах). Была медной или деревянной в народном быту, золотой или серебряной с чеканными узорами на богатых пирах. Встречаются также серебряные братины в виде горшков с поддонами. Подобные братины в монастырях выполняли функцию «заздравных» сосудов для питья по кругу.Объём, большей частью, величиной с полувёдерную ендову. Братины имели разную величину, но в среднем малые братины вмещают в себя приблизительно 11/2 кружки.
Маленькие братины называли «братинками» и употребляли даже прямо для питья из них, тогда как из больших пили, черпая ковшами, черпальцами и другим. Иногда братины были золотыми или серебряными, украшали драгоценными камнями (а также простыми узорами или травами) и употребляли для даров, как весьма ценные подарки. Так, поднесённая окольничим Степаном Простеевым королю польскому по случаю его бракосочетания в 1637 году братина была золотой с кровлею, яхонтами, лалами и изумрудами с жемчугом — в 2000 рублей.

## Дополнительные факты
Братина изображена на флаге и гербе района «Братеево» города Москвы.
Главный хоккейный трофей в Высшей хоккейной лиге до 2017 года — Кубок «Братина».

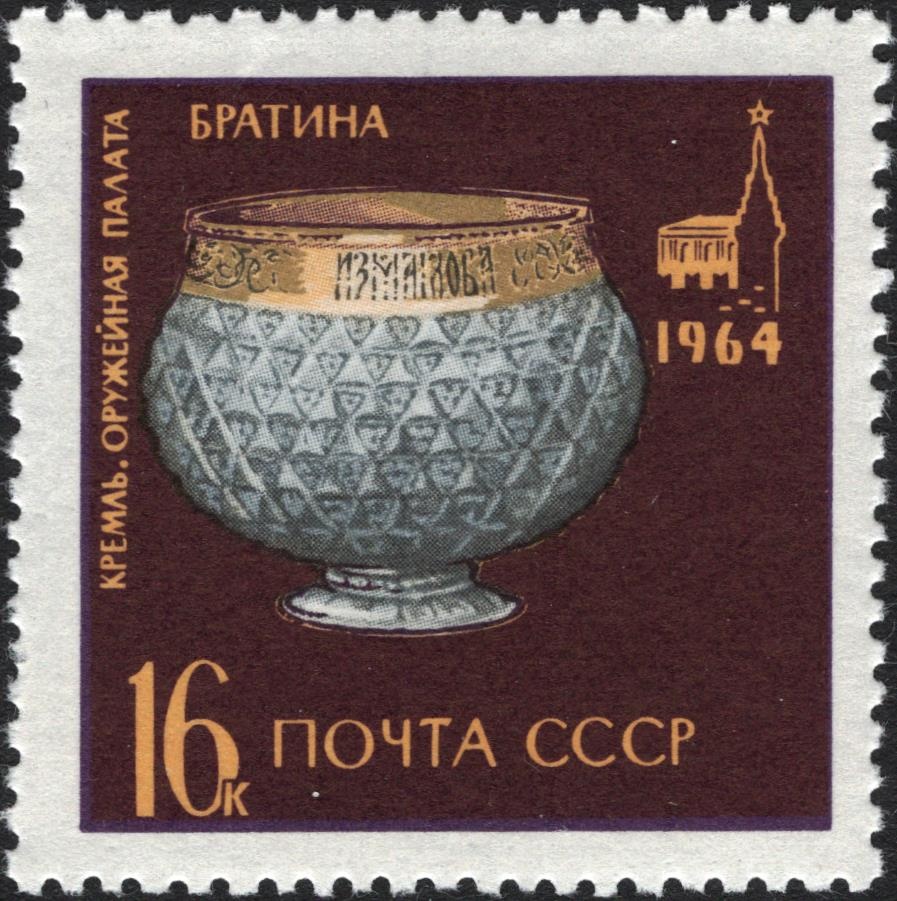
Почтовая марка СССР 1964 г. Кремль, Оружейная палата
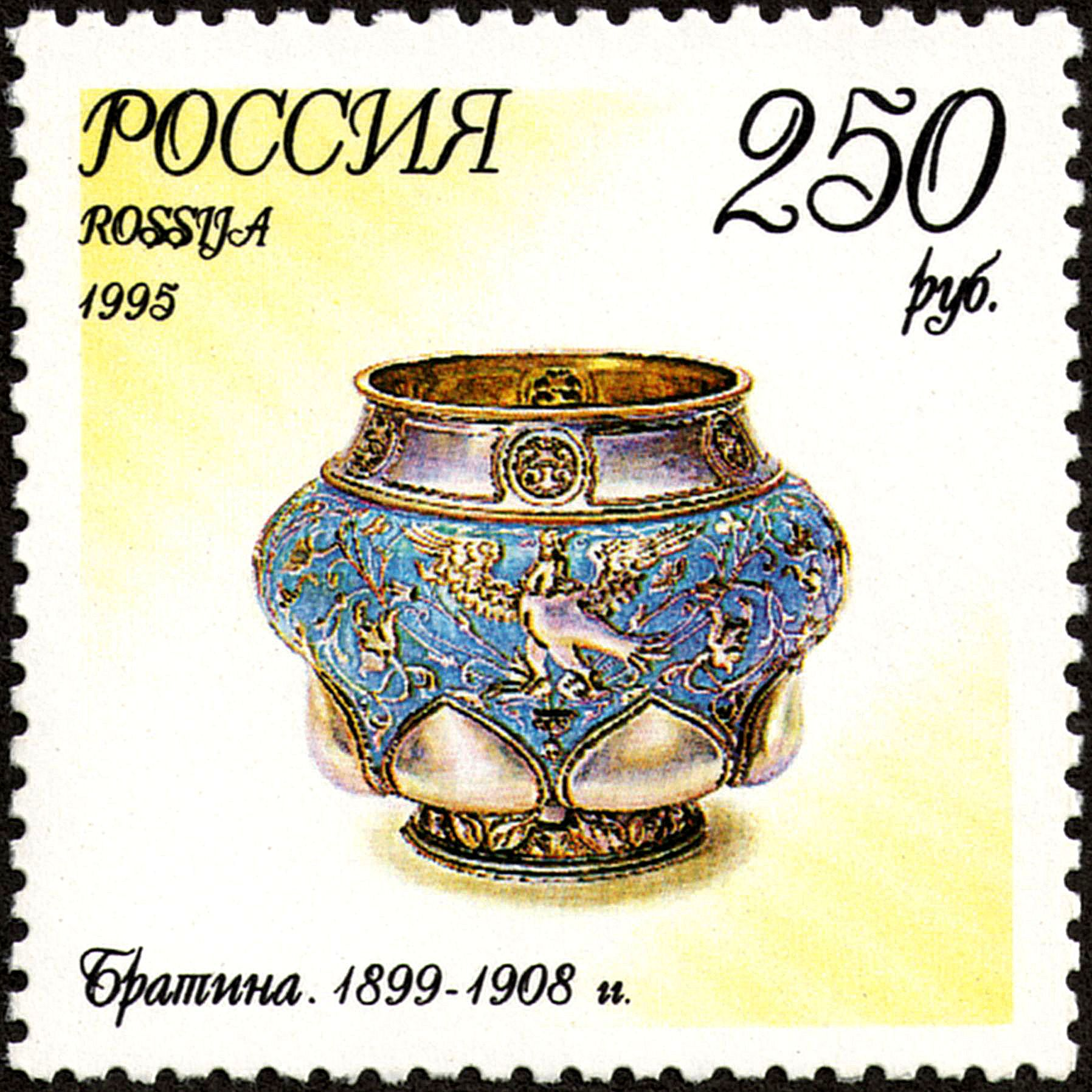
Почтовая марка России 1995 г. Братина 1899—1908 годы